# Wollaton Hall

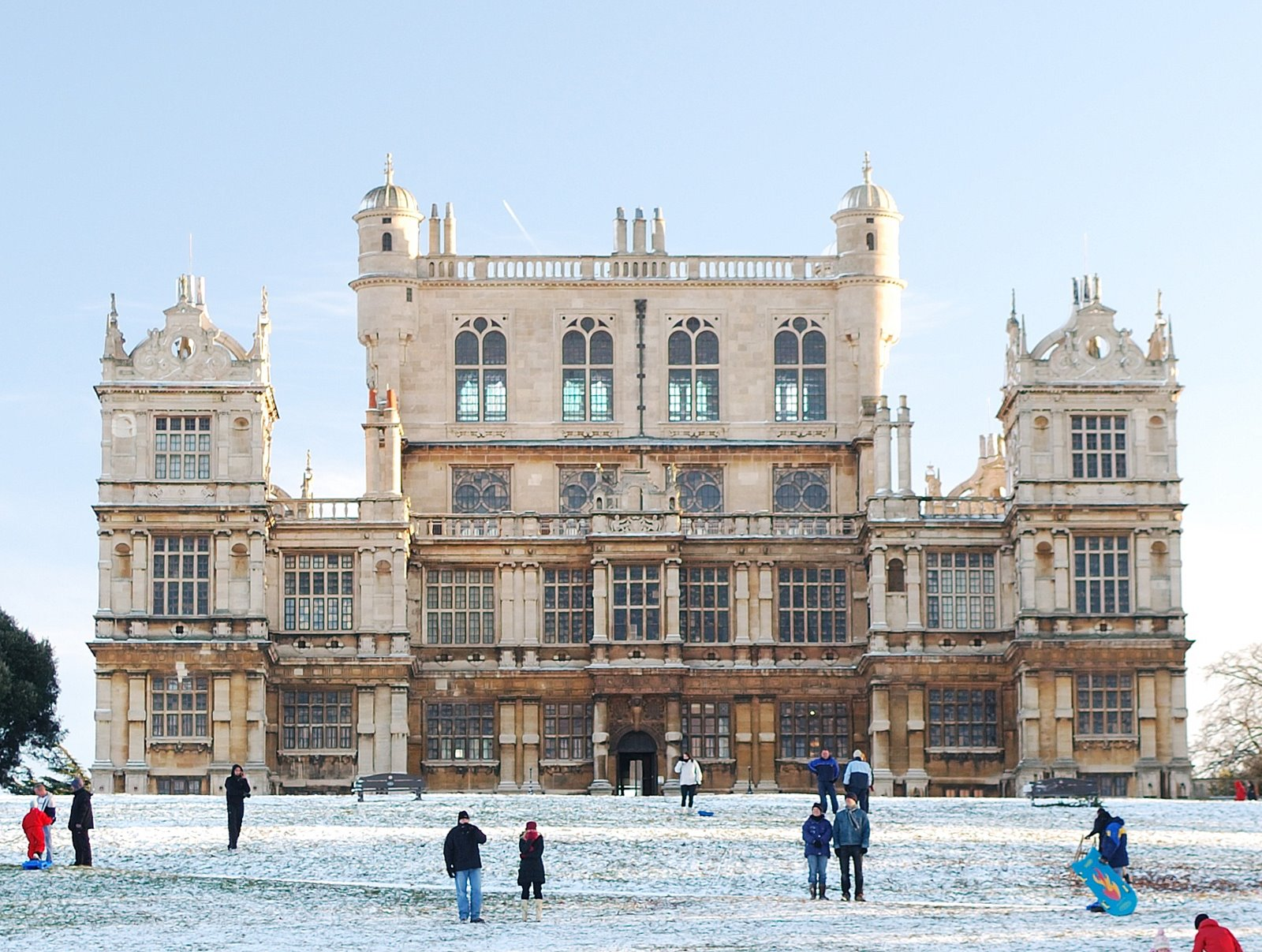
Wollaton Hall in de sneeuw in 2010

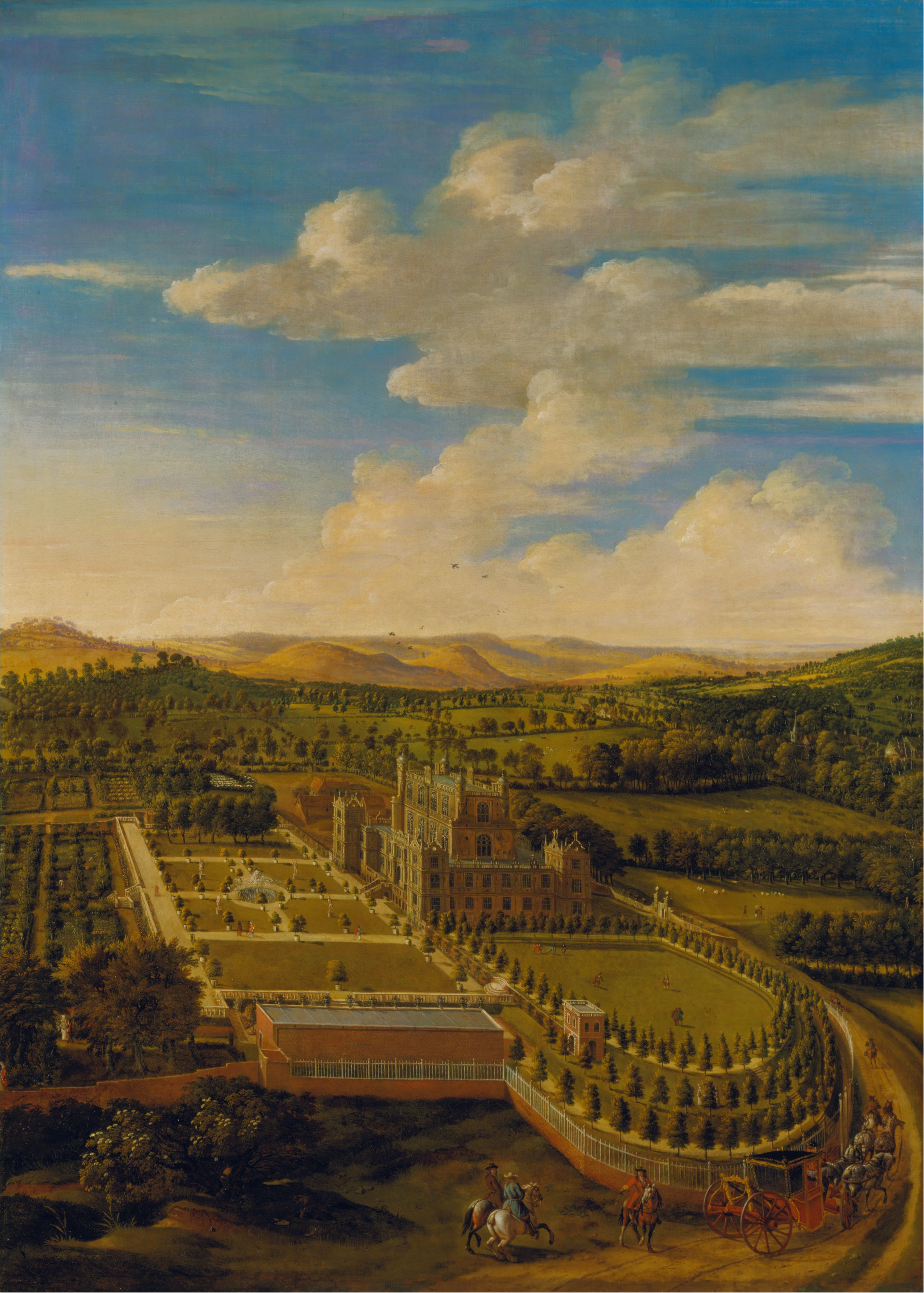
Wollaton Hall en omgeving geschilderd rond 1697 door Jan Siberechts

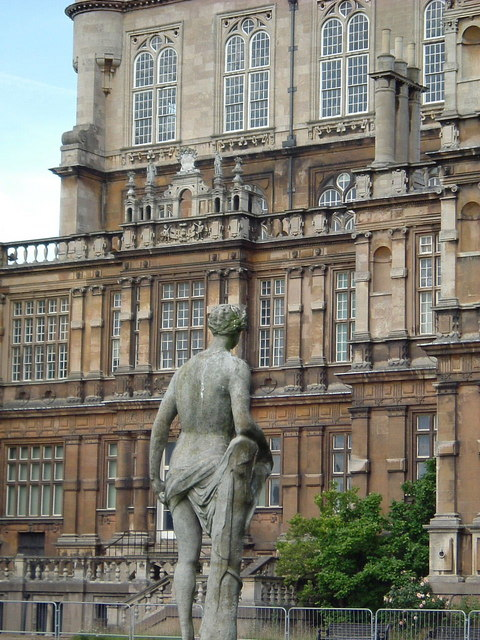
Schuin zicht van achteren

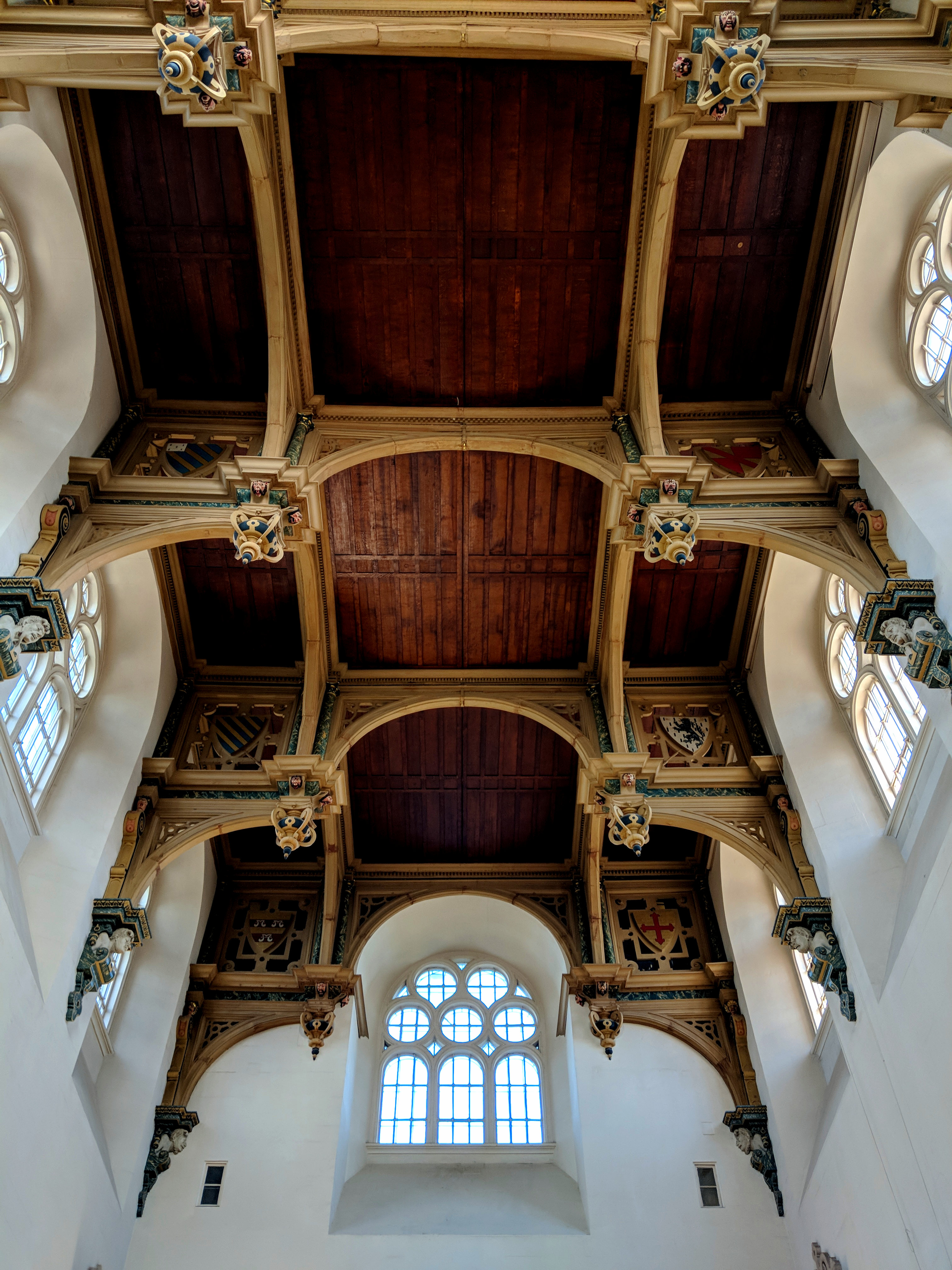
De steekbalkkap van de hal

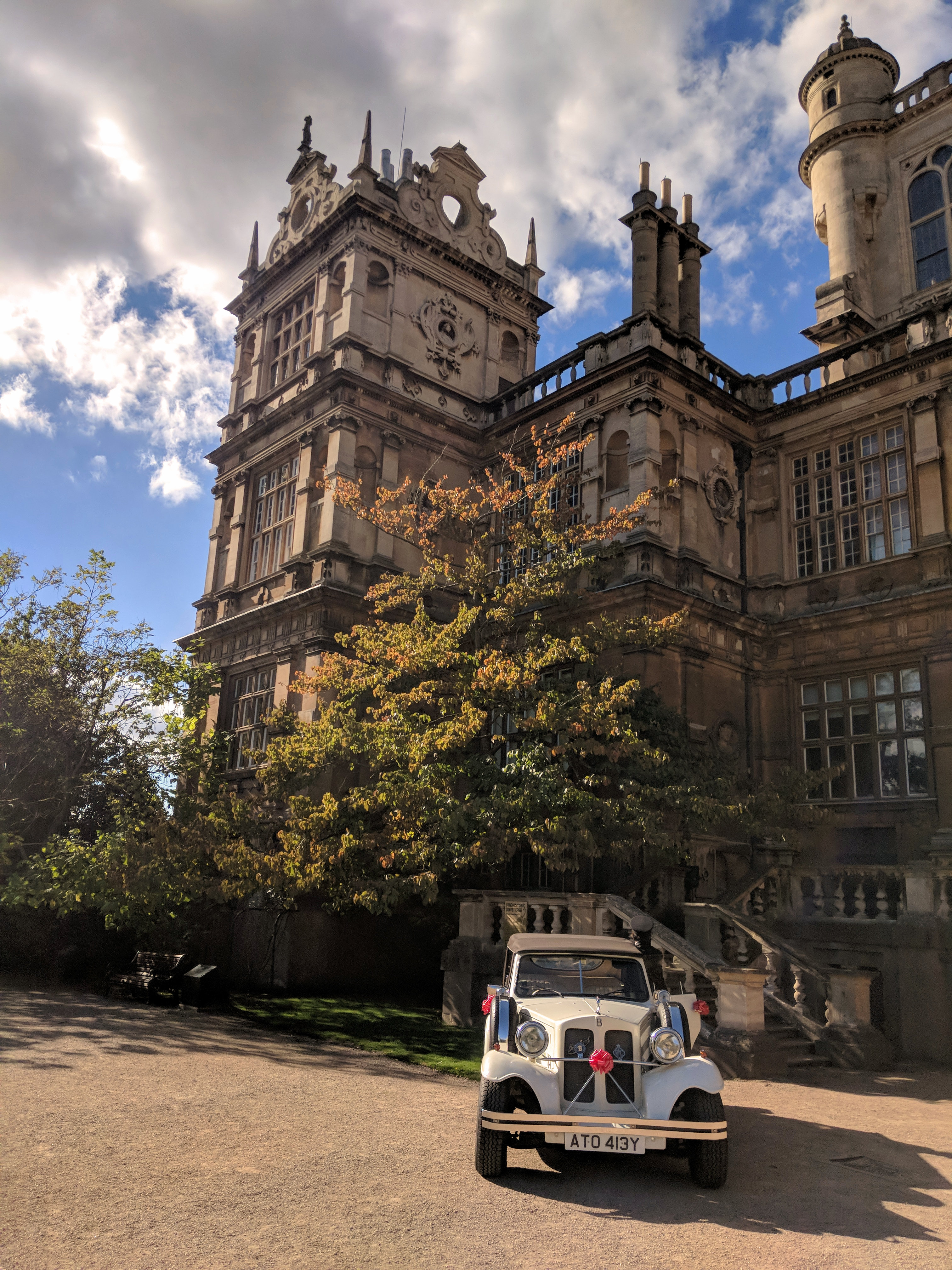
Detail van de achtergevel

Wollaton Hall is een Elizabethaans landhuis uit de jaren 1580, gelegen op een heuvel in Wollaton Park in de Engelse stad Nottingham. Het interieur is sterk getransformeerd, maar de gedurfde buitenkant is nog vrijwel origineel. In dit beschermde renaissancebouwwerk is het Nottingham Natural History Museum gevestigd en in de bijgebouwen het Nottingham Industrial Museum. Het omliggende park heeft een kudde herten en wordt regelmatig gebruikt voor grootschalige buitenevenementen.

## Ontstaan
Wollaton Hall is het prototype van een "prodigy house", gebouwd om te verbluffen. Hoewel de bouwheer, Sir Francis Willoughby, geen vooraanstaande hoveling was, creëerde hij "de architecturale sensatie van zijn tijd". Hij bekostigde het met inkomsten uit koolmijnen.
Het oorspronkelijke familiehuis lag aan de voet van de heuvel. De Willoughby's stonden bekend om de ontdekkingsreizigers die ze voortbrachten, onder wie de poolreiziger Sir Hugh Willoughby, die in 1554 stierf bij een poging de noordoostelijke zeeroute naar Cathay te vinden.
De constructie vond plaats van 1580 tot 1588, vermoedelijk naar plannen van de architect Robert Smythson, die tegen die tijd Longleat had voltooid, en die later Hardwick Hall zou ontwerpen. Het algemene plan van Wollaton ligt in dezelfde lijn, maar het onderscheidt zich door de uitbundige decoratie. Mogelijk speelde Willoughby een rol bij het maken ervan. De stijl is geavanceerd Elizabethaans met vroege Jacobijnse elementen.
De plattegrond zou zijn afgeleid van de Villa Poggio Reale bij Napels, meer bepaald een tekening ervan door Serlio, met verhogingen afgeleid van Hans Vredeman de Vries. De Villa Poggio Reale was een 15e-eeuws paleis van de renaissancearchitect Giuliano da Maiano. Een meer directe inspiratie zou het 16e-eeuwse Mount Edgcumbe in Cornwall zijn geweest, dat Smythson kende.

## Beschrijving
Het gebouw bestaat uit een centraal blok met een drie verdiepingen hoge hal, die aan weerszijden galerijen heeft. Erboven ligt de 'Prospect Room', vanwaar men een weids uitzicht heeft over het park en het omliggende land. Er zijn uitspringende daktorens op de hoeken. Het middenblok wordt op de vier hoeken verlengd door vierkante paviljoenen van telkens drie verdiepingen, met decoratieve elementen die boven de daklijn uitsteken. Een groot deel van de kelderverdieping is uit de rots gehouwen waarop het huis staat.
Het gebouw is opgetrokken uit Ancaster-steen uit Lincolnshire. De arbeiders zouden met kolen zijn betaald. Hertogin Cassandra Willoughby schreef in 1702 dat de meester-metselaars en een deel van de beeldhouwwerken uit Italië kwamen. Getuigen hiervan zijn de decoratieve gondelaanmeerringen op de buitenmuren en andere architecturale kenmerken. Er zijn ook Franse en Nederlandse invloeden. Het maaswerk van de bovenste verdiepingen van het middenblok is beschreven als "fantasiegotiek".
De galerij van de grote hal bevat het oudste pijporgel van Nottinghamshire, vermoedelijk uit het einde van de 17e eeuw. Het wordt nog steeds met de hand bespeeld. Het dakgebinte is nog origineel: het is een steekbalkkap (hammerbeam roof), typisch voor de Engelse gotiek, zij het hier zonder dragende functie en dus puur decoratief. Onder de hal bevinden zich kelders, gangen, een waterput en een waterreservoir, waarin volgens de overlevering een admiraal van de familie Willoughby dagelijks een bad nam.

## Verdere geschiedenis
Op 21 juni 1603 ontving Francis' zoon Sir Percival Willoughby in Wollaton Anna van Denemarken en haar kinderen prins Hendrik en prinses Elizabeth. Het huis werd in 1642 geteisterd door brand en was tot 1687 onbewoond. Bij de terugkeer werd het interieur een eerste keer getransformeerd. De plafond- en muurschilderingen in de traphal, uitgevoerd rond 1700, worden toegeschreven aan James Thornhill en misschien ook aan Louis Laguerre.
Nieuwe interieurwerken begonnen in 1801 onder Jeffry Wyatville en gingen met tussenpozen door tot de jaren 1830. In de 19e eeuw begon de familie het huis te verhuren, omdat het industrialiserende Nottingham steeds dichterbij kwam. In 1881 stond het leeg. Het stadsbestuur van Nottingham kocht het gebouw in 1925 aan en opende er het volgende jaar een museum. In 2005-2007 was het gesloten voor renovatie.
In 2011 werden scènes uit de Batmanfilm The Dark Knight Rises opgenomen op het terrein van Wollaton Hall.

## Eigenaars
- 1580-1596: Francis Willoughby (1547-1596)
- 1596-1643: Percival Willoughby
- 1643-1672: Francis Willoughby
- 1672-1729: Thomas Willoughby
- 1729-1758: Francis Willoughby
- 1758-1774: Francis Willoughby
- 1774-1781: Thomas Willoughby
- 1781-1800: Henry Willoughby
- 1800-1835: Henry Willoughby
- 1835-1856: Digby Willoughby
- 1856-1877: Henry Willoughby
- 1877-1922: Digby Wentworth Bayard Willoughby
- 1922-1924: Godfrey Ernest Percival Willoughby
- 1924-1925: Michael Guy Percival Willoughby
- 1925-heden: Nottingham Corporation / Nottingham City Council

## Nottingham Natural History Museum
Sinds Wollaton Hall in 1926 voor het publiek werd geopend, biedt het onderdak aan het natuurhistorisch museum van de stad. De collectie van 750k specimens beslaat zoölogie, botanie en geologie.